# Ломбарди, Доминго
Доми́нго Ломба́рди (исп. Domingo Lombardi; 22 марта 1898, Санта-Лусия, Уругвай — 19 августа 1971) — уругвайский футбольный судья.
Судил матчи летних Олимпийских игр 1928 года и первого чемпионата мира. На чемпионате мира 1930 года провёл в качестве главного судьи первый матч турнира между сборными Франции и Мексики, закончившийся победой французов со счётом 4:1.